# Magnetische permeabiliteit

Vereenvoudige vergelijking van permeabiliteit voor: ferromagneten (µ_{f}), paramagneten (µ_{p}), vacuüm (µ_{0}) en diamagneten (µ_{d})

De (absolute) permeabiliteit μ van een medium is de mate waarin het medium een extern magnetisch veld geleidt. Letterlijk betekent het doordringbaarheid. Het is een materiaaleigenschap welke aangeeft in welke mate een materiaal magnetisch polariseert, dus zich richt naar het magneetveld en het zo versterkt. Meer bepaald is het de verhouding tussen de magnetische fluxdichtheid B en het magnetisch veld H:
{\displaystyle \mu ={\frac {B}{H}}}
De absolute permeabiliteit van vacuüm is de magnetische veldconstante μ0.
De relatieve permeabiliteit μr van een materiaal is een dimensieloos getal, zijnde de absolute permeabiliteit van het materiaal gedeeld door die van het luchtledige.
De relatieve permeabiliteit is 1 plus de magnetische susceptibiliteit.
Simpel gezegd drukt de relatieve permeabiliteit van een materiaal uit hoeveel keer liever de magnetische veldlijnen door dat materiaal gaan dan door een vacuüm.
De permeabiliteit hangt af van de temperatuur van het medium en de frequentie waarop het magnetisch veld oscilleert.
De meeste niet-metalen vertonen diamagnetisme en hebben een relatieve permeabiliteit iets onder 1.
De meeste metalen zijn paramagnetisch en hebben een relatieve permeabiliteit iets boven 1.
De relatieve permeabiliteit kan hoge waarden aannemen bij ferromagnetisme in legeringen die ijzer, nikkel en/of kobalt bevatten. Het is daar zelfs een functie van de geschiedenis van het materiaal: er treedt hysterese op.